# Eric Vernan
Eric Vernan (sinh ngày 4 tháng 7 năm 1987) là một cầu thủ bóng đá người Jamaica thi đấu cho Harbour View, ở vị trí tiền vệ chạy cánh phải.

## Sự nghiệp
Vernan chơi bóng ở Jamaica và Na Uy cho Portmore United, Nybergsund IL và Harbour View.
Anh ra mắt quốc tế cho Jamaica vào ngày 26 tháng 7 năm 2008, trong trận giao hữu trước El Salvador.